# Sondergut

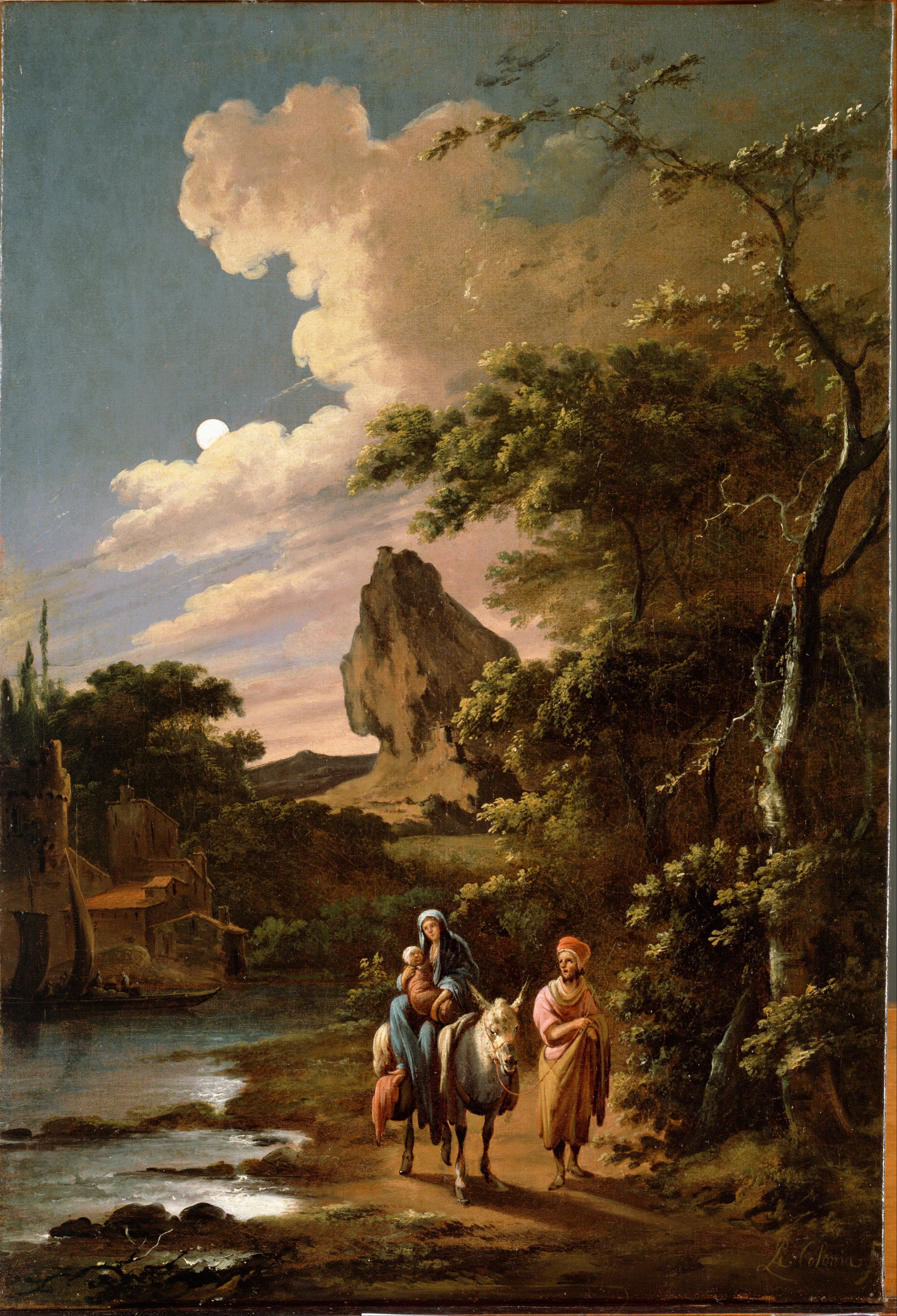
La Fuite en Égypte fait partie du Sondergut de Matthieu. Tableau d'Adam Colonia.

Le Sondergut [ˈzɔndɐˌɡuːt] (en allemand, « bien propre ») est, en exégèse biblique, la part spécifique de chacun des livres de la Bible par rapport aux autres. Cette notion revêt une importance capitale dans l'étude du Nouveau Testament et du problème synoptique tel qu'il est abordé par la théorie des deux sources.

## Présentation
Le Sondergut, ou « tradition propre », est la matière littéraire employée par un seul rédacteur et absent des écrits des autres auteurs.

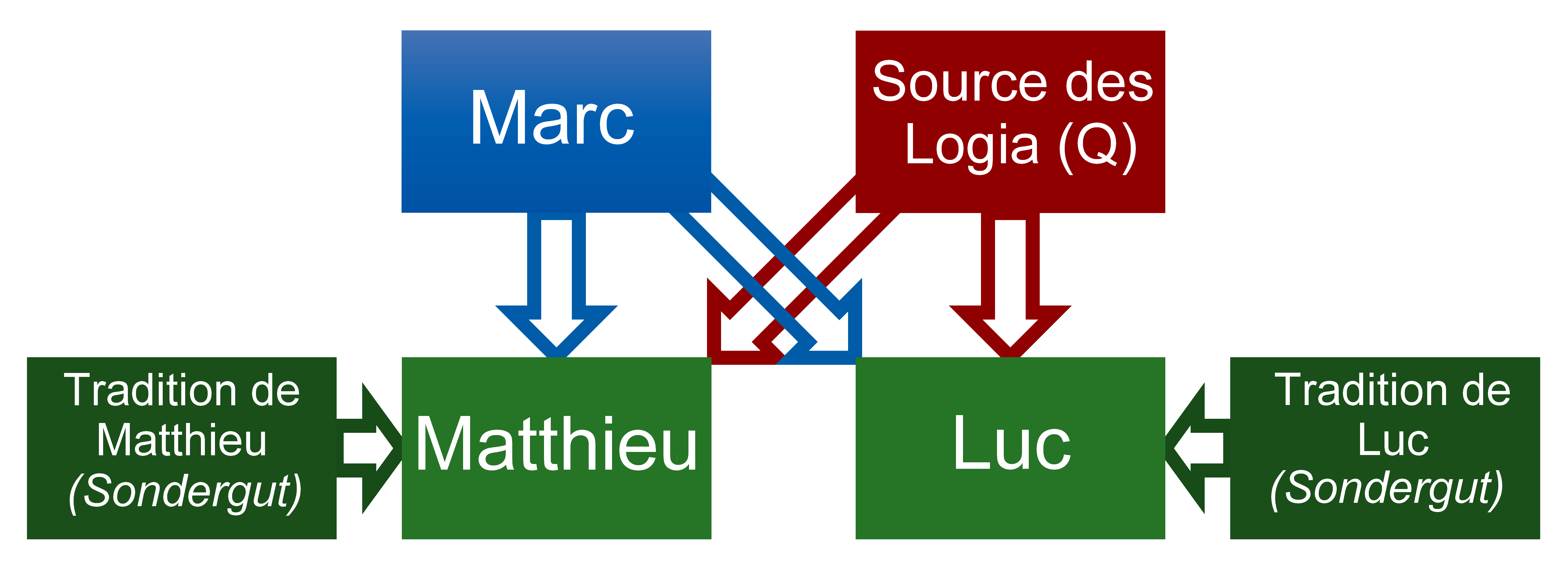
Les deux sources de Matthieu et de Luc : l'Évangile selon Marc et la Source Q, auxquels s'ajoutent leurs contenus spécifiques (Sondergut).

Selon la théorie des deux sources, aujourd'hui largement admise par les chercheurs, l'Évangile selon Marc a été repris dans sa quasi-totalité par ceux de Matthieu et de Luc : au total, 635 versets sur 661 selon Daniel Marguerat. De ce fait, l'antériorité de Marc est établie, en parallèle avec l'existence d'une hypothétique « Source Q » : un recueil de logia de Jésus de Nazareth dont la matière se retrouve en Matthieu et en Luc. 
Or les évangiles de Matthieu et de Luc comportent chacun des éléments qui leur sont propres : le Sondergut matthéen, appelé Smt, et le Sondergut lucanien, appelé Slc. En dehors des emprunts à Marc et à la Source Q, les deux évangélistes ont en effet utilisé indépendamment l'un de l'autre des corpus particuliers, composés de logia et de récits, qui constituent le Sondergut de chacun. 
Le débat actuel porte sur la ligne de partage entre le Smt et le Slc d'un côté, et la Source Q de l'autre.

## Sondergutde Marc

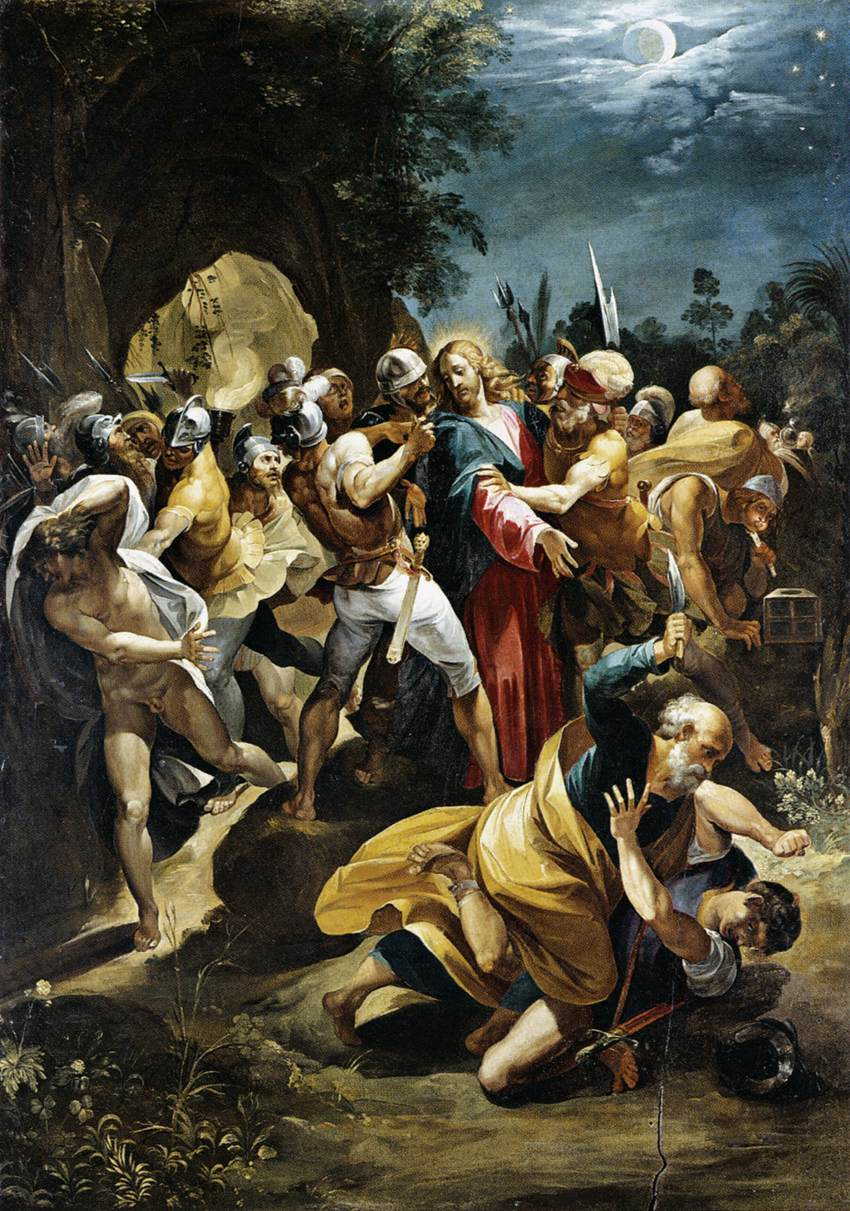
L'Arrestation du Christ, tableau du Cavalier d'Arpin (v. 1597), avec, à gauche, le jeune homme nu sous son drap. La présence de ce personnage est propre au texte de Marc.

Le Sondergut marcien ne comprend que 26 versets (sur un total de 661) selon Daniel Marguerat, parmi lesquels :
- Mc 2:27
- Mc 3:20-21
- Mc 4:26-29 : la Semence (parabole)
- Mc 7:31–37 : la Guérison du sourd-muet de Décapole
- Mc 8:22–26 : l'Aveugle de Bethsaïde
- Mc 9:48-49
- Mc 14:51-52 : le Jeune homme nu
- Mc 15:44

## Sondergutde Matthieu
Le Sondergut matthéen comprend 310 versets (sur un total de 1068) selon Daniel Marguerat : essentiellement l'évangile de l'enfance (1-2), divers logia dont le Sermon sur la montagne (5, 6, 7), l'envoi en mission et le discours contre les pharisiens, plusieurs paraboles et enfin le récit de la Passion du Christ. On citera notamment :
- Mt 1:1–17 : la Généalogie de Jésus (descendante)
- Mt 2:1–23 : les Rois mages (2:1–12), la Fuite en Égypte (2:13–15), le Massacre des Innocents (2:16-18) et le Retour d'Égypte suivi de l'établissement à Nazareth (2:19-23)
- Mt 5:33–37
- Mt 6:1–6
- Mt 6:16–18
- Mt 10:34

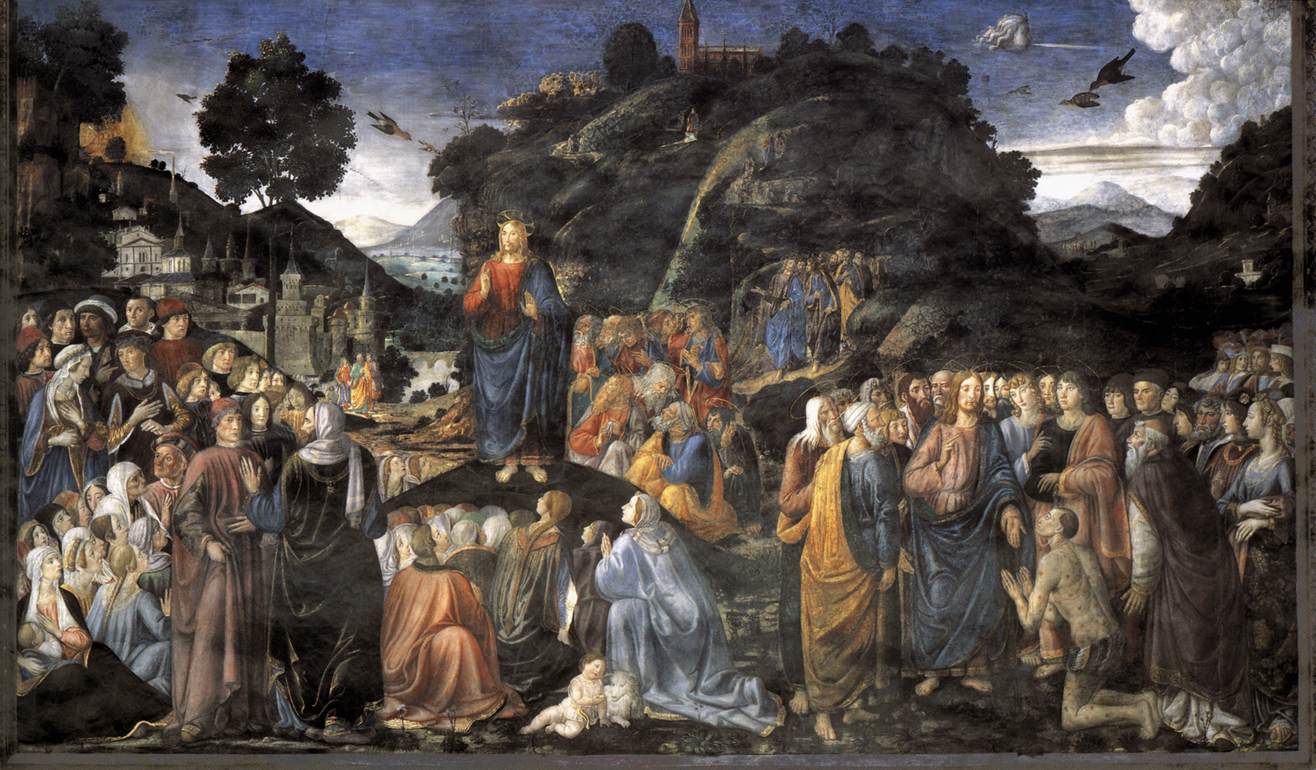
Plusieurs passages du Sermon sur la montagne font partie du Sondergut de Matthieu (chapitres 5, 6 et 7). Fresque de Cosimo Rosselli, chapelle Sixtine.

- Mt 13:24–30 : le Bon Grain et l'Ivraie
- Mt 13:36–52 : la Parabole du filet (13:47-50)
- Mt 16:18-19: la primauté de Pierre
- Mt 17:24–27
- Mt 18:15–35 : avec notamment la parabole du serviteur impitoyable (18:23-35)
- Mt 20:1–16 : les Ouvriers de la onzième heure
- Mt 21:31–35
- Mt 25:1–13 : les Dix vierges
- Mt 25:31–46 : le Jugement dernier
- Mt 27:24-25 : la Malédiction du sang
- Mt 27:62–66
- Mt 28:11–20 : la supercherie des chefs juifs et la Grande Mission qui conclut cet Évangile.

## Sondergutde Luc

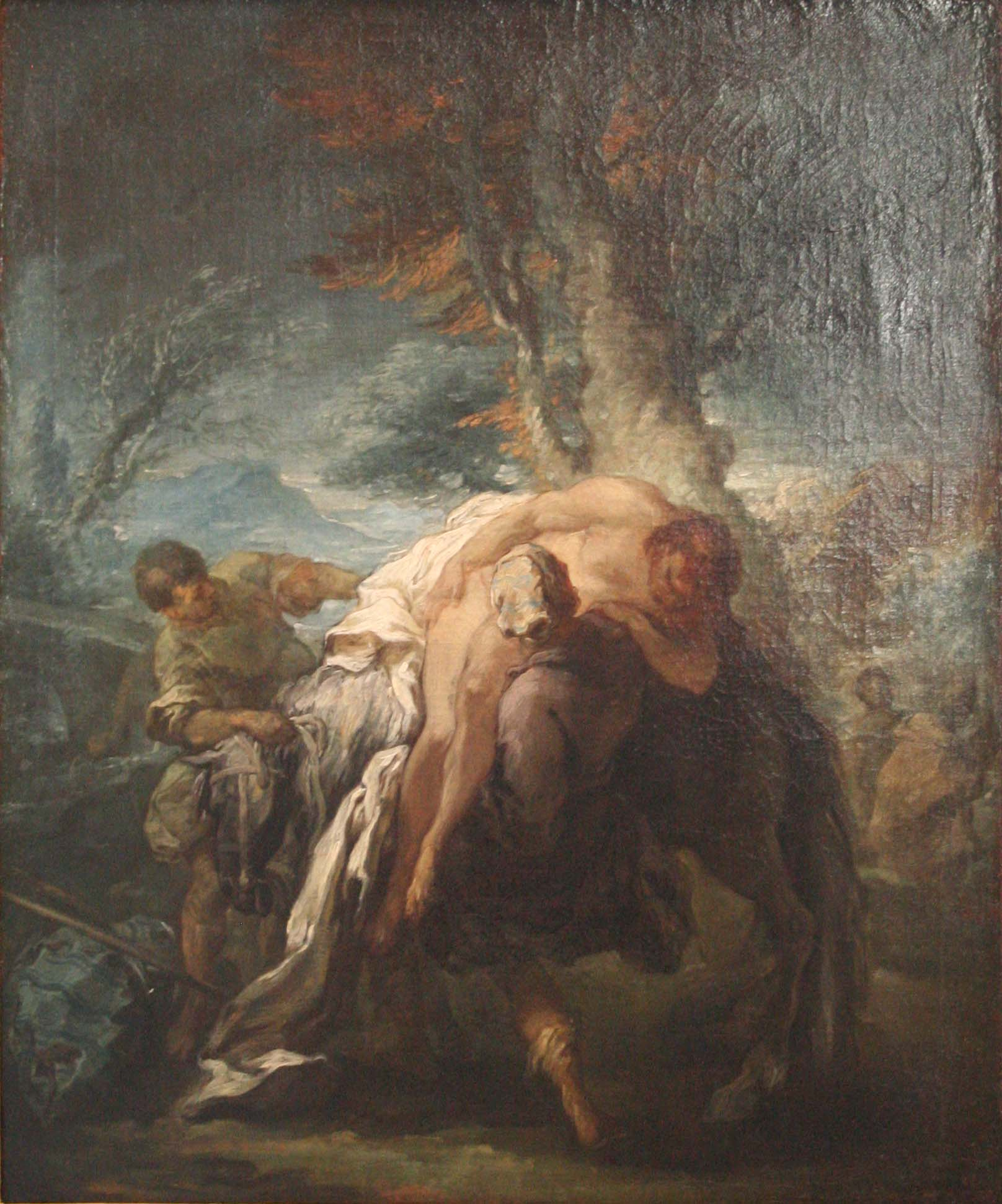
Le Bon Samaritain fait partie du Sondergut de Luc. Tableau de Carle van Loo.

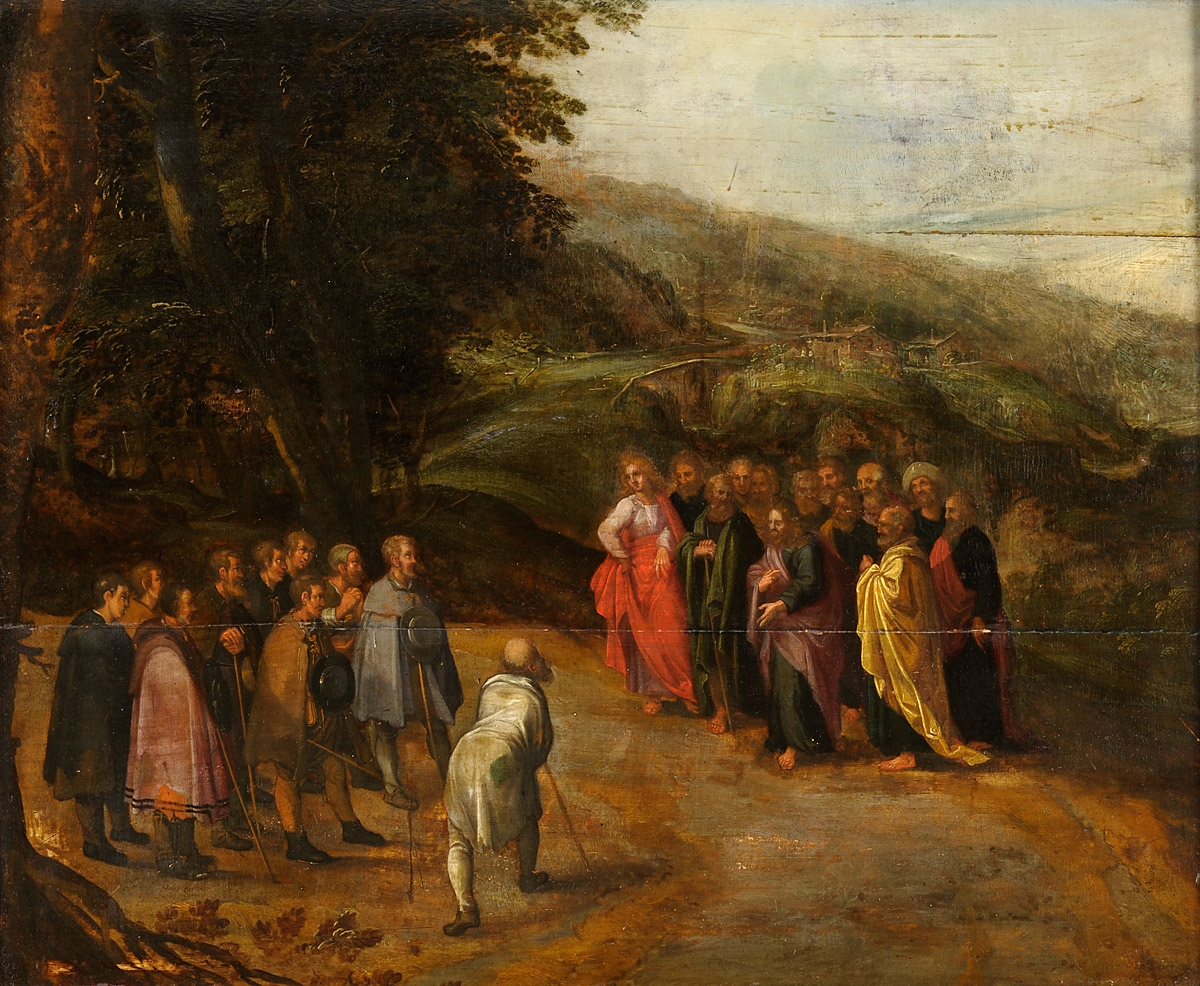
Jésus guérit dix lépreux, épisode propre à Luc, école flamande du XVIIe siècle.

Le Sondergut lucanien comprend 550 versets (soit 45 % sur un total de 1149) selon Daniel Marguerat, , dont l'évangile de l'enfance, la généalogie de Jésus, la prédication inaugurale à Nazareth, différentes  paraboles (le Bon Samaritain, l'Ami importun, l'Homme riche, le Figuier stérile, la Drachme perdue, le Fils prodigue, la parabole du riche et de Lazare, la parabole du pharisien et du  publicain), des récits de miracles, des fragments de la Passion du Christ et des narrations pascales. Il s'agit entre autres des textes suivants :
- Lc 1:5–25 : l'annonce de la naissance de Jean-Baptiste
- Lc 1:26-38 : l'Annonciation à Marie
- Lc 1:39–79 : la Visitation de la Vierge Marie (1:39–45), le Magnificat (1:46–56), la naissance et la circoncision de Jean-Baptiste (1:57–66), le Cantique de Zacharie (1:67–79)
- Lc 2:1–52 : la Nativité de Jésus et l'Adoration des bergers (2:1–20), la Circoncision de Jésus (2:21), la Présentation de Jésus au Temple (2:22–28), le Cantique de Syméon (2:29–32), la prophétie de Syméon (2:33–35), la prophétie d'Anne (2:36–38), la vie cachée de Jésus à Nazareth (2:39–40), Jésus parmi les docteurs (2:41–50) et la suite de la vie cachée à Nazareth (2:51–52)
- Lc 3:23-38 : la généalogie de Jésus (ascendante)
- Lc 6:17-49 : le Discours dans la plaine
- Lc 7:11-17 : la résurrection du fils de la veuve de Naïm
- Lc 7:34–50 : la pécheresse pardonnée et les deux débiteurs (7:41-43)
- Lc 8:1–2
- Lc 10:25–37 : le Bon Samaritain et la Règle d'or
- Lc 11:5–8 : l'Ami importun
- Lc 12:16-21 : l'Homme riche
- Lc 13:6-9 : le Figuier stérile
- Lc 15:1–32 : la Drachme perdue (15:8-10) et le Fils prodigue (15:11-32)
- Lc 16:1-8 : l'Économe infidèle
- Lc 16:19-30 : la parabole du riche et de Lazare
- Lc 17:11–19 : la Guérison des dix lépreux
- Lc 18:9-14 : la parabole du pharisien et du  publicain
- Lc 19:1–10 : Zachée
- Lc 23:39–43 : le Mauvais larron et le Bon larron
- Lc 24:13–35 : les Pèlerins d'Emmaüs

## Sondergutde Jean
- Jn 2:1-11 : Noces de Cana
- Jn 3, 7 et 19 : Nicodème
- Jn 4:1-30 : Jésus et la Samaritaine
- Jn 11:1-44 : Résurrection de Lazare
- Jn 13:1-20 : Lavement des pieds
- Jn 20:17 : Noli me tangere
- Jn 20:24-29 : Incrédulité de Thomas